# Tibetansk stubbsvansmakak
Tibetansk stubbsvansmakak (Macaca thibetana) är en primat i familjen markattartade apor som förekommer i östra Asien.

## Utseende

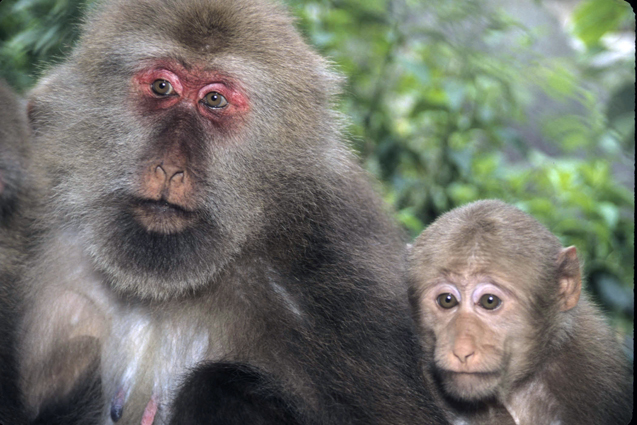
Hona med ungdjur.

Arten har en tjock gråbrun päls som på ryggen är mera brun. Påfallande är skägget kring det nakna ansiktet. Hudens färg i ansiktet är blek rosa hos hannar och mera rödaktig hos honor. För att bära födan har tibetansk stubbsvansmakak kindpåsar. Som namnet antyder är svansen med 4 till 14 cm längd bara en liten stubbe. Kroppslängden (huvud och bål) ligger mellan 51 och 71 cm och vikten varierar vanligen från 9 till 18 kg. Hannar är något större än honor och kan i undantagsfall väga 30 kg.

## Utbredning
Tibetansk stubbsvansmakak förekommer inte bara i Tibet utan även i andra kinesiska provinser, från Sichuan och Yunnan till Guangdong.

## Ekologi
Denna makak lever i regnskogar och andra fuktiga skogar i bergstrakter på 1 000 till 2 500 meters höjd.
Den lever i grupper som består av några hannar, många honor och deras ungar. De är dagaktiva och vistas på marken eller i träd. Inom flocken bildas en hierarki där alfahannen har företräde vid parningen. Gruppen vilar ofta i grottor. När flocken blir för stor bildar vanligen de lägst rankade individerna en egen flock i ett annat revir.
Tibetansk stubbsvansmakak äter främst frukter, unga skott av bambu och blad som kompletteras med gräs, frön, blommor och insekter.
Efter dräktigheten, som varar cirka sex månader föder honan i januari eller februari en enda unge. Digivningsperioden varar ungefär ett år, men om honan inte föder en ny unge får den dia längre. Annars uppfostras ungarna gemensamt av alla i flocken. Unga honor får sina första ungar efter cirka fem år.

## Status och hot
Tibetansk stubbsvansmakak hotas av skogsavverkningar men under senare år minskade populationen inte lika kraftig som tidigare. Ibland hamnar den i fällor tänkt för andra djur. IUCN kategoriseras arten som nära hotad (NT).